# Pyrgocyphosoma reatinum
Pyrgocyphosoma reatinum är en mångfotingart som beskrevs av Pius Strasser 1977. Pyrgocyphosoma reatinum ingår i släktet Pyrgocyphosoma och familjen knöldubbelfotingar. Inga underarter finns listade i Catalogue of Life.